# مالایا لیپوفکا
مالایا لیپوفکا (به لاتین: Malaya Lipovka) یک منطقهٔ مسکونی در روسیه است که در استان آرخانگلسک واقع شده‌است.